# Iglesia de San Saturnino (Alguaire)
La iglesia de San Saturnino es un inmueble de la localidad española de Alguaire, en la provincia de Lérida.

## Descripción
El edificio se encuentra en la localidad española de Alguaire, perteneciente a la provincia de Lérida, en la comunidad autónoma de Cataluña. Se menciona como iglesia parroquial del lugar en el primer volumen del Diccionario geográfico-estadístico-histórico de España y sus posesiones de Ultramar de Pascual Madoz, donde aparece descrita con las siguientes palabras:

una igl. parr., bajo la advocacion de S. Fausto y S. Saturnino, cuyas festividades se celebran los dias 25 y 26 de septiembre: el edificio, que fué construido con bastante solidez á ultimos del siglo pasado en la parte oriental de la v., tiene 220 palmos de long., 80 de lat. y 230 de altura, con una torre de figura circular, y 300 palmos de elevacion, en la cual hay 4 campanas y un buen relox: el interior del templo se halla dividido en 3 naves con 10 capillas y 8 altares, sin mérito alguno artístico, á escepcion del altar mayor, que fué concluido poco tiempo há por un escultor de Lérida, y ascendió su coste á 3,000 libras catalanas (32,000 rs.); sirven el culto un capítulo compuesto de un cura párroco, y 4 beneficiados, un sacristan, un campanero, y 2 monacillos nombrados por el párroco y capitulares; el curato es de 2.º ascenso y su presentacion corresponde á las religiosas de San Juan de Jerusalen de Barcelona; de los beneficios, uno hay, cuya provision pertenece á S. M., y los 3 restantes son de patronato particular. Junto á la igl. está el cementerio en parage bien ventilado.
(Madoz, 1845, p. 578)